# Старово (у села Сутоки)
Старово — деревня в Рамешковском районе Тверской области.

## География
Находится в восточной части Тверской области на расстоянии приблизительно 37 км на восток-юго-восток по прямой от районного центра поселка Рамешки.

## История
Известна с 1859 года как русская владельческая деревня с 8 дворами, в 1887 уже был 21 двор, в 1942 году 36 хозяйств. В советское время работали колхозы им. Ворошилова и «Ильич». В 2001 году в деревне было 10 домов постоянных жителей и 8 домов — собственность наследников и дачников. До 2021 входила в сельское поселение Ильгощи Рамешковского района до их упразднения.

## Население
Численность населения: 81 человек (1859), 121 (1887), 155 (1942), 32 (1989), 19 (русские 95 %) в 2002 году, 22 в 2010.